# Sergey Semenov
Sergey Viktorovich Semenov (em russo:  Сергей Викторович Семёнов; Tula, 10 de agosto de 1995) é um lutador de estilo greco-romana russo, medalhista olímpico.

## Carreira
Semenov competiu na Rio 2016, na qual conquistou a medalha de bronze, na categoria até 130 kg.